# チシマウガラス
チシマウガラス（千島鵜鴉、Urile urile）は、カツオドリ目ウ科に分類される鳥類。

## 分布
アメリカ合衆国（アラスカ州南部）、日本（北海道東部）、ロシア東部の太平洋沿岸

## 形態
全長76-89cm。翼開張110-122cm。全身が光沢のある黒い羽毛で被われ、本種に限ったことではないがカラスのように見えることが和名の由来。
嘴の色彩は灰白色。
幼鳥は全身が褐色の羽毛で被われる。夏季は嘴基部も含めた顔に羽毛が無く赤い皮膚が露出し、英名（red-faced＝赤い顔をした）の由来になっている。頭頂と後頭の羽毛が伸長（冠羽）し、また後肢基部に白い斑紋が入る（夏羽）。冬季は顔が羽毛で覆われ、冠羽も不明瞭になる（冬羽）。

## 分類
本種は、以前は ウ属（Phalacrocorax ）に分類されていたが、遺伝子に基づく研究成果により、現在では ヒメウ属（Urile）に分類されている。

## 生態
岩礁海岸に生息する。
食性は動物食で、主に魚類を食べる。
繁殖形態は卵生。海岸の断崖に枯草や木の枝を組み合わせた巣を作り、5-6月に1回に1-4個の卵を産む。雌雄とも抱卵し、抱卵期間は約21日。雛は孵化してから2か月ほどで巣立つ。

## 人間との関係
人の繁殖地への接近、増加したオオセグロカモメによる卵や雛の捕食などにより生息数は減少している。日本では1980年代以降は営巣するペアの数が激減し、以前は北海道の落石岬などでも営巣していたが現在では営巣は確認されていない。1993年に種の保存法施行に伴い国内希少野生動植物種に指定されている。
絶滅危惧IA類 (CR)（環境省レッドリスト）